# Economia da Eritreia
Como as economias de muitas outras nações africanas, a economia da Eritreia é largamente baseada na agricultura de subsistência, com 80% da população trabalhando na agricultura ou na pecuária. As secas que invadem a região criaram muitas dificuldades nas áreas agrícolas.
A Guerra Etíope-Eritreia afetou severamente a economia do país. O crescimento do Produto Interno Bruto (PIB), em 1999, caiu em menos de 1%, e o PIB total diminuiu 8,2% em 2000. Em maio de 2000, a ofensiva etíope na região sul da Eritreia causou danos materiais e perdas de mais de US$ 600 milhões, incluindo perdas de US$ 225 milhões na pecuária e no aparo de 55 000 casas. O ataque impediu o plantio de culturas na região mais produtiva da Eritreia, causando uma queda na produção de alimentos em 62%.
Mesmo durante a guerra, a Eritreia desenvolveu sua infra-estrutura de transporte, asfaltando novas estradas, melhorando seus portos, e reparanda as rodovias e pontes danificadas pela guerra, como parte do Programa de Warsay Yika'alo. O mais significante desses projetos foi a construção de uma estrada costeira de mais de 500 km, ligando Maçuá com Assab, bem como a reabilitação da Ferrovia da Eritreia. A linha férrea hoje funciona entre o porto de Maçuá e da capital Asmara.
O futuro econômico da Eritreia permanece misto. A cessação do comércio com a Etiópia, que principalmente usava os portos eritreus antes da guerra, deixa Eritreia com um grande buraco econômico para preencher. O futuro econômico da Eritreia depende da sua capacidade de dominar problemas sociais como o analfabetismo e baixos níveis de proficiência.
Em 6 de maio de 2008, a Eritreia tornou-se o local onde os combustíveis são os mais caros no mundo. Cada galão de gasolina custava US$ 9,58, um dólar a mais que o segundo país mais caro, a Noruega.

## Agricultura, Silvicultura e Pesca

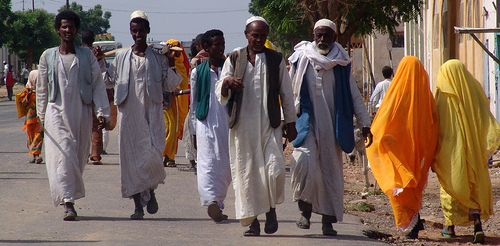
Homens e mulheres eritreus em Agordat.

Em 2003, a agricultura empregava quase 80% da população, mas contava em apenas 12,4% do produto interno bruto (PIB) da Eritreia. O setor agropecuário é dificultado pela ausência de equipamentos e técnicas agrícolas modernas, chuvas irregulares, solos esgotados, e falta de serviços financeiros e investimento. Os princpais produtos agrícolas são: a cevada, feijões e lintéis, produtos lácteos, carne, milho, couro, sorgo, teff, e trigo. O deslocamento de 1 milhão de eritreus como resultado da guerra com a Etiópia, múltiplos anos em seca, e a presença generalizada de minas terrestres têm desempenhado um papel importante no declínio da produtividade do setor agrícola. Atualmente, quase um quarto das terras mais produtivas do país permanece desocupada por causa efeitos nefastos da guerra com a Etiópia (1998-2000). Em 2005, a produção nacional de alimentos deve fornecer menos de 20% da demanda interna e estima-se que haverá entre 1,7 e 2,2 milhões de pessoas dependentes da ajuda humanitária para atender às necessidades alimentares básicas.
Embora a silvicultura não seja uma atividade econômica significante na Eritreia, as florestas cobrem 1 585 000 hectares (3 916 000 acres) de sua área, o equivalente a 13,5% do total da área terrestre do país. A produção total de toras em 2004 ocupou um espaço de 1 266 000 m³, quase todas elas destinadas à produção de combustíveis. Desde 1993, o exército da Frente de Libertação Popular da Ertireia esteve envolvido no plantio arbóreo; a taxa média anual de desflorestação, durante a década de 1990, foi de 0,3 %.
Dados fiáveis da extensão e do valor da indústria pesqueira na Eritreia são difíceis de se obter. No entanto, o longo litoral da Eritreia claramente oferece oportunidade para uma expansão significativa da indústria da pesca. A Eritreia exporta peixes e pepinos do mar do Mar Vermelho para mercados europeus e asiáticos, e há esperança da construção de um novo aeroporto de capacidade para jatos em Maçuá, bem como a reabilitação de portos, o que apoiaria o aumento das exportações de mariscos de alto valor. Em 2002, as exportações chegaram a cerca de 14 000 tons, porém o maior rendimento estável é estimado a ser, no futuro, de 80 000 tons. Investidores italianos e neerlandeses construíram uma fábrica de processamento de pescados em 1998 que agora exporta 150 tons de peixes congelados a cada mês para o Reino Unido, Alemanha, e o Países Baixos. As tensões com o Iémen sobre direitos de pesca no Mar Vermelho e as difíceis relações da Eritreia com outras nações pode dificultar ainda mais o desenvolvimento da indústria.

### Mineração
Os depósitos minerais substanciais da Eritreia são largamente inexplorados, como consequência da guerra com a Etiópia. De acordo com o governo eritreu, a mineração artesanal, em 1998, coletou 573,4 km de ouro. É estimado que a Eritreia tenha 14 000 km do total de reservas de ouro. Observadores ocidentais também notaram o excelente potêncial do país para a extração de mármore e granito. Em 2001, 10 companhias de mineração (incluindo firmas canadenses e sul-africanas) obtiveram licenças de explorar diversos minerais na Eritreia. O governo ertireu está em um processo de realização de um levantamento ecológico para utilizar investidores com potencial no setor da mineração. A presença de centenas de milhares de minas terrestres na Eritreia, especialmente ao longo da fronteira com a Etiópia, representa um sério obstáculo ao futuro do desenvolvimento do setor mineralógico.

### Indústria e fábricas

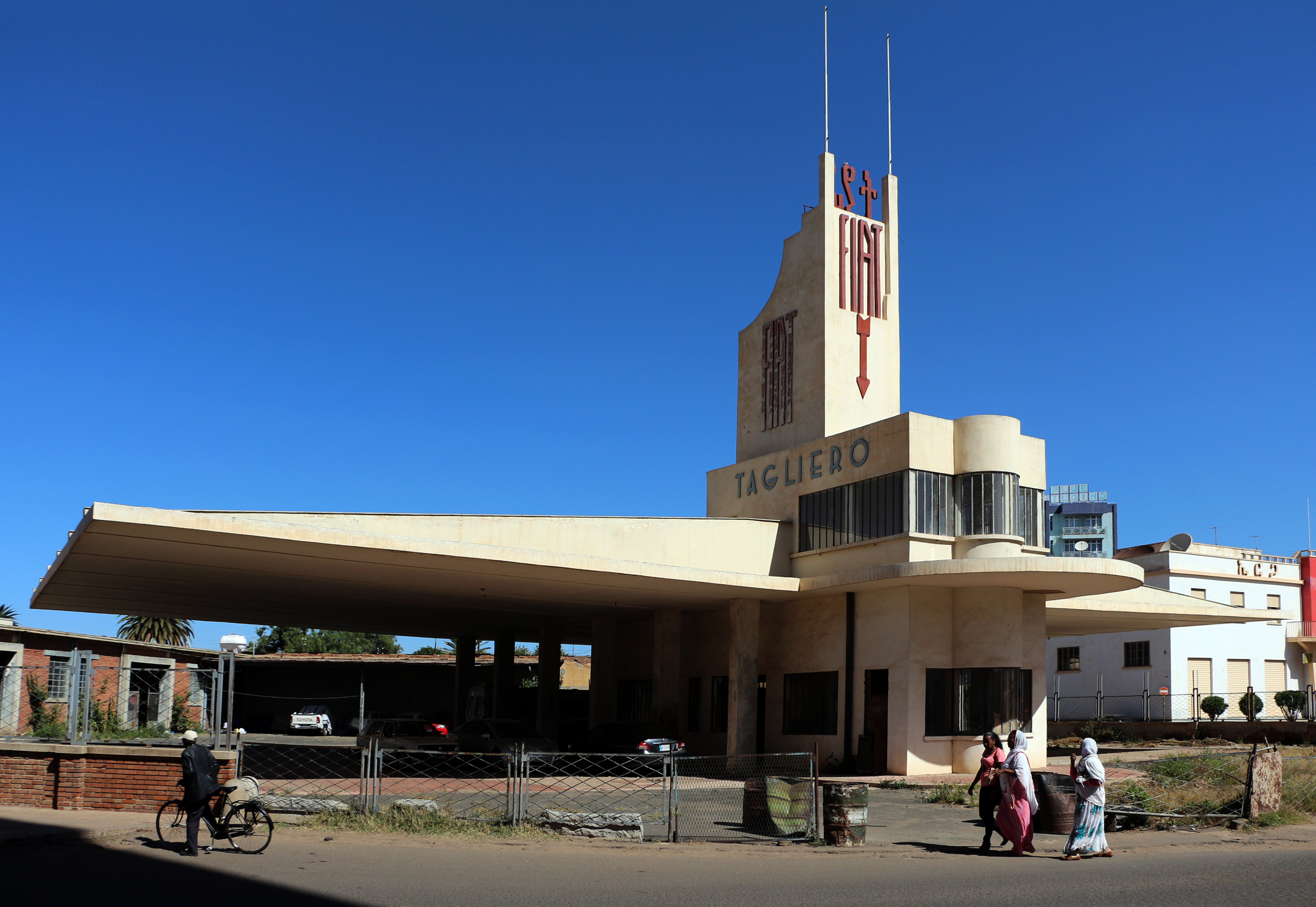
O edifício Fiat Tagliero, em Asmara, uma estação de serviços da empresa italiana FIAT, de estilo futurista, concluída em 1938.

A Etiópia nacionalizou as 42 maiores fábricas da Eritreia e, sistematicamente, desmantelou o setor industrial eritreu durante a longa guerra civil. No final da guerra, no entanto, toda a produção parou. A plantação foi, geralmente, ineficiente, e muitas dessas indústrias requeriam investimentos significantes para atingir a produtividade. Itens manufaturados em 2002 incluem: bebidas, alimentos processados, tabaco, couro, tecidos, produtos metálicos, químicos, imprensa, minerais não metálicos, materiais de construção, sal, papel, e fósforos. O governo solicitou a privatização destas empresas, e fez incentivos, tais como isenções de imposto de renda, tratamento preferencial na concessão de divisas para as importações, e provisões para remessa de divisas ao exterior. Em 2002, houve aproximadamente 2 000 companhias manufatureiras operando no país.
A indústria petrolífera tem potencial, com os maiores depósitos de petróleo situados debaixo do Mar Vermelho. Em 2001, a companhia norte-americana CMS Energy assinou um acordo de exploração com a Eritreia, pela exploração no Bloco Dismin, na parte nordeste do país. Devido aos elevados custos de exploração, a única refinaria de petróleo do país, em Assab, foi fechada em 1997. Ela tinha uma capacidade de refinar 18 000 barris por dia. A indústria de construção civil está crescendo, com projetos que vão desde a construção e ampliação de usinas de energia, estradas, aeroportos, barragens, restauração de portos marítimos, e a construção de escolas e hospitais.
Em 2005, a indústria teve uma participação de 26,3% no PIB eritreu; o setor de serviços foi o maior, com uma participação de 65% na economia; a agricultura foi o setor menos importante (com apenas 8,7% de participação no PIB), mas foi, de longe, a que mais empregou trabalhadores (80% da força de trabalho total do país). Indústrias recentes incluem: processamento de alimentos, vestuário e tecidos, sal, cimento, e reparação de navios comerciais.

### Prestação de serviços
A prestação de serviços em 2003 contou em 62,4% do produto interno bruto. Os serviços financeiros, a maior parte do setor de serviços, principalmente, são prestados pelo Banco Nacional da Eritreia (o banco central da nação), do Banco Comercial da Eritreia, O Banco de Habitação e Comércio da Eritreia, o Banco de Agricultura e Indústrial da Eritreia, o Banco de Investimentos e Desenvolvimento da Eritreia, e a Corporação de Seguros da Eritreia, todas maioritariamente próprias do governo e do partido no poder.

### Turismo
A pobreza da Eritreia, a presença de um grande número de minas terrestres, e as tensões consínuas entre a Eritreia e os países vizinhos dissuadiram o desenvolvimento de uma indústria turística na Eritreia. De acordo com a Organização Mundial de Turismo, as receitas internacionais do turismo em 2002 no país foram de apenas US$ 73 milhões (comparada a US$ 730 milhões da Tanzânia).